# Leptopteris laxa
Leptopteris laxa är en safsaväxtart som beskrevs av Edwin Bingham Copeland. Leptopteris laxa ingår i släktet Leptopteris och familjen Osmundaceae. Inga underarter finns listade.